# 民事法
民事法（）とは、市民間の権利義務関係及びそれに関する紛争解決を規律する法分野。代表例は民法。
刑法を代表例とする刑事法、憲法や行政法といった領域である公法（狭義の公法）と対置される概念である。

## 民事法の分類
- 民事実体法
  - 民法、商法など。
- 民事手続法
  - 民事訴訟法、人事訴訟法、仲裁法、民事保全法、民事執行法、倒産法[要出典]など
- 国際私法[要出典]